# Elecciones federales de Australia de 1901
Las elecciones federales australianas de 1901 fueron las primeras elecciones celebradas en Australia desde la fundación de la Mancomunidad el 1 de enero de ese año. Las elecciones se celebraron el 29 de marzo en Nueva Gales del Sur, Victoria, Tasmania y Australia Occidental, y el 30 de marzo en Queensland y Australia Meridional. 
La nueva Constitución de Australia estableció un Parlamento bicameral, formado por la Cámara de Representantes de Australia como cámara baja y el Senado de Australia como cámara baja. Las disposiciones provisionales implantó que, hasta la aprobación de una ley electoral, la Cámara de Representantes tendría el doble de miembros del Senado, estableciéndose 75 asientos en la Cámara de Representantes y 36 en el Senado. El sistema de elección se estableció en función del Estado donde se votaba, por lo que en cada Estado se votó conforme a una ley electoral distinta. En Australia Occidental, Australia Meridional, Nueva Gales del Sur y Victoria se empleó el escrutinio mayoritario uninominal (o first-past-the-post en inglés). En Queensland se optó el voto contingente, es decir, una variación de la segunda vuelta instantánea, y en Tasmania se usó un sistema proporcional mediante el sistema Hare-Clark.
Las elecciones dieron la victoria al Partido Proteccionista dirigido por Edmund Barton, que obtuvo una mayoría relativa en la Cámara de Representantes. Barton pudo formar el primer gobierno federal de Australia a pesar de no contar con una mayoría absoluta gracias a un acuerdo con el Partido Laborista. En las elecciones participaron los principales líderes políticos de los Estados que conformaron la nueva federación. Además, en estas elecciones hubo confusiones entre los electores, especialmente por las largas papeletas usadas para la votación de la composición del Senado.